# Pigiopsis artemisiaria
Pigiopsis artemisiaria är en fjärilsart som beskrevs av Charles Oberthür 1923. Pigiopsis artemisiaria ingår i släktet Pigiopsis och familjen mätare. Inga underarter finns listade i Catalogue of Life.